# Parc Nacional Kumana
El Parc Nacional Kumana és una àrea protegida a Sri Lanka. És famós per la seva avifauna, particularment els anàtids i ocells limícoles Es troba a 391 quilòmetres al sud-est de Colombo, a la costa sud-est del país. Limita amb el Parc Nacional Yala. Anteriorment era conegut com a «Parc Nacional Yala Est», però el seu nom va ser canviat a l'actual el 5 setembre de 2006.
Va estar tancat de 1985 a març del 2003 a causa dels atacs del grup insurgent i secessionista conegut com a LTTE (Liberation Tigers of Tamil Elam). També va ser afectat pel terratrèmol de l'oceà Índic de 2004.

## Característiques físiques
El rierol Kumbukkan Oya és la frontera del sud del parc nacional. Unes 20 llacunes i reserves d'aigua serveixen de suport a l'extensa avifauna del parc nacional.
Les llacunes són poc profundes, de menys de dos metres. El manglar de Kumana villu sol inundar-se ocasionalment amb aigües marines. El parc posseeix una elevació des del nivell del mar als 90 metres. La temperatura mitjana anual és de 27,30 °C (81,14 °F) i les precipitacions són de 1,300 mil·límetres anuals de mitjana.

## Flora
Les àrees humides del parc estan envoltades pel bosc espinós tropical, que constitueix una zona seca.
En la flora del bosc interior predominen les següents espècies: Manilkara hexandra (en idioma cingalés, "palu"), Hemicyclea sepieria, Bauhinia racemosa, Cassia fístula ("ehela"), Chloroxylon swietenia ("burutha"), i Salvadora persica. L'arbre predominant és el Sonneratia caseolaris, mentre que la Typha angustifolia és la canya que es troba en major proporció. Els arbres de Terminalia arjuna es troben en la vora del rierol Kumbukkan Oya. Les plantes aquàtiques més comunes del manglar són les colorides Ludwigia, Nelumbo nucifera, Nymphaea pubescens, Aponogeton i Neptunia oleracea.

## Fauna
El Santuari d'Aus de Kumana, declarat el 1938, està inclòs dins del Parc Nacional. És una de les zones més importants perquè els ocells niïn i tinguin cries a Sri Lanka. 255 espècies d'ocells s'han registrat al parc nacional. D'abril a juliol desenes de milers d'ocells emigren a l'àrea de manglars de Kumana. Algunes espècies rares, com el jabirú asiàtic, el marabú menor, l'espàtula comuna, i el Esacus recurvirostris, estan tenint cries en aquest parc. Algunes aus xanqueres de la família Escolopàcid i Caràdrid visiten l'àrea al costat d'altres anátides. La Becadell siberià emigra aquí volant entre 9,000 i 11,000 quilòmetres des de Sibèria.Altres espècies que emigren en grans grups són: l'Anàstom asiàtic, el Capó reial, l'Agró roig, l'Agró blanc, el Martinet ros de l'Índia, el Martinet de nit, el Martinet intermedi, el Martinet blanc comú, el Pelicà malai, el Phalacrocorax fuscicollis, el Microcarbo niger, la Gallicrex cinerea, el Porphyrio, la Polla d'aigua pechiblanca, la Jacana de cua de faisà, la camallarga comuna, l'Ànec arbori menut i el cabusset.
Entre les aus rares que emigren al manglar es troben: el Colom verdós de potes grogues, el drongo de raquetes gran, el Harpactes fasciatus, el Phaenicophaeus pyrrhocephalus, i el Taccocua leschenaultii. Les aus xanqueres més comunes al parc són: el Daurada petita del Pacífic, el Corriol de Leschenault, el Corriol mongol, el Pigre gris, el Picaplatges, el Corriolet, el valona, la Siseta, la Gamba roja vulgar, el Xivitona vulgar, el Territ becllarg, el Territ menut i el Becadell comú.
Les tilapies i les llises són les varietats de peixos més usuals a l'àrea. Entre els rèptils predominen el Cocodril persa, la tortuga negra de l'Índia i la tortuga Lissemys punctata. Mamífers com el Xacal comú, el senglar, l'elefant de Sri Lanka, la Llúdria comuna, i el gat pescador també visiten el manglar per alimentar-se. El nombre dels elefants que habiten al Parc Nacional està estimat entre 30–40.

## Significació cultural i conservació
En el terreny d'aquest parc es va assentar una antiga civilització que es remunta al segle iii aC. Escrits en pedra pertanyents als segles II i I aC s'han trobat a l'àrea. El parc es troba en la ruta de la tradicional peregrinació anual al temple hindú de Kataragama. Tant la comunitat tamil com la cingalesa participen d'aquest pelegrinatge.
El nombre d'ocells observats al parc nacional ha caigut en anys recents.Ecologistes i amants de fauna i flora han expressat la seva preocupació per una carretera a ser construïda de Kirinda a Panamà, la quin correrà al llarg de la costa del parc.

## Flora i fauna de Kumana

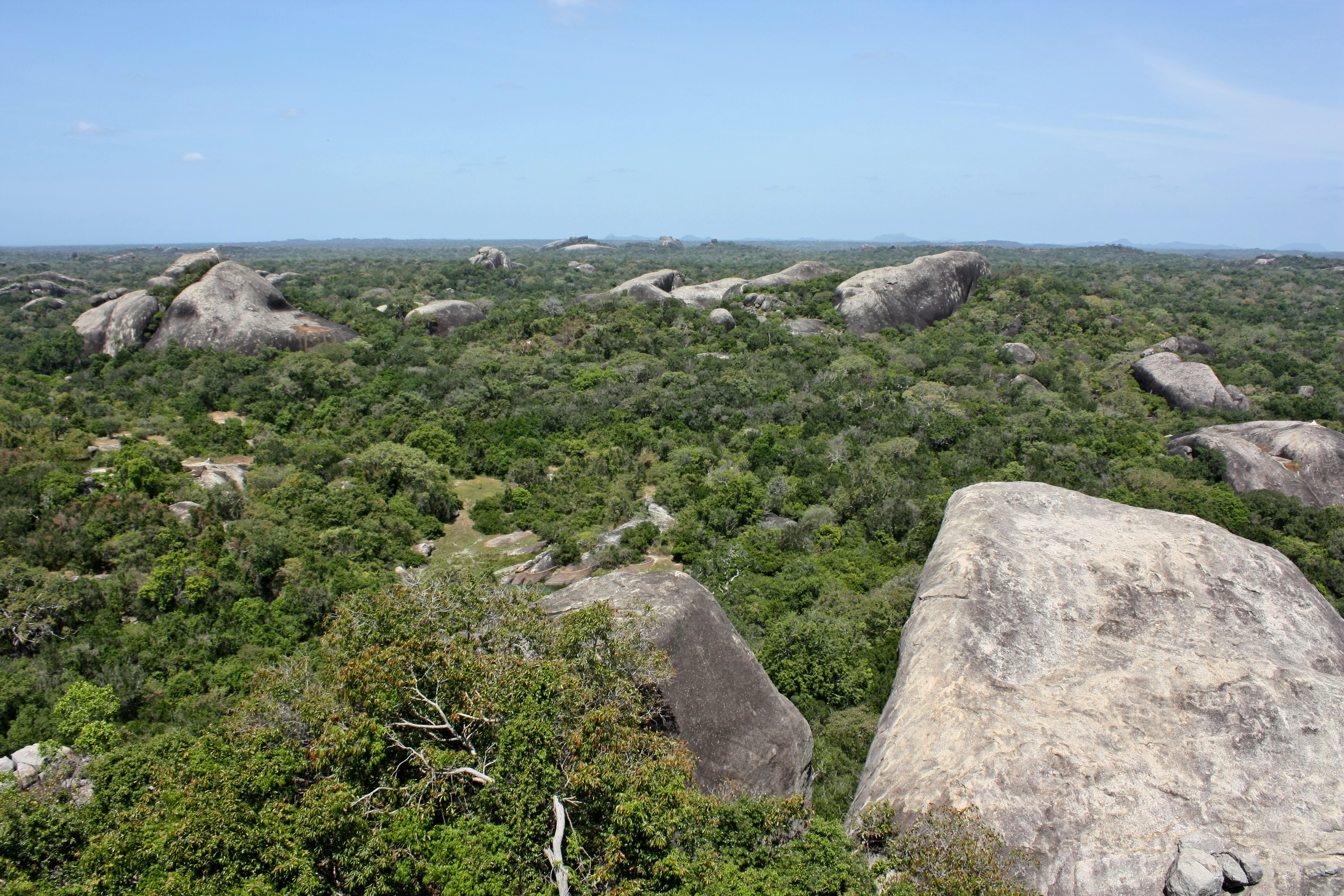
Vista aèria del parc.
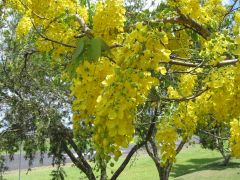
Cassia Fístula.
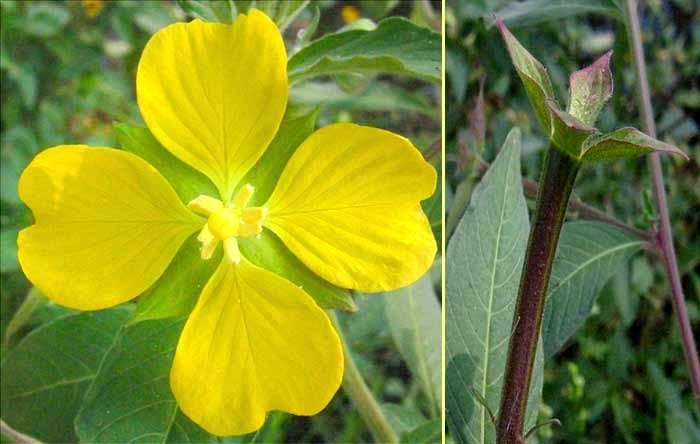
Ludwigia.
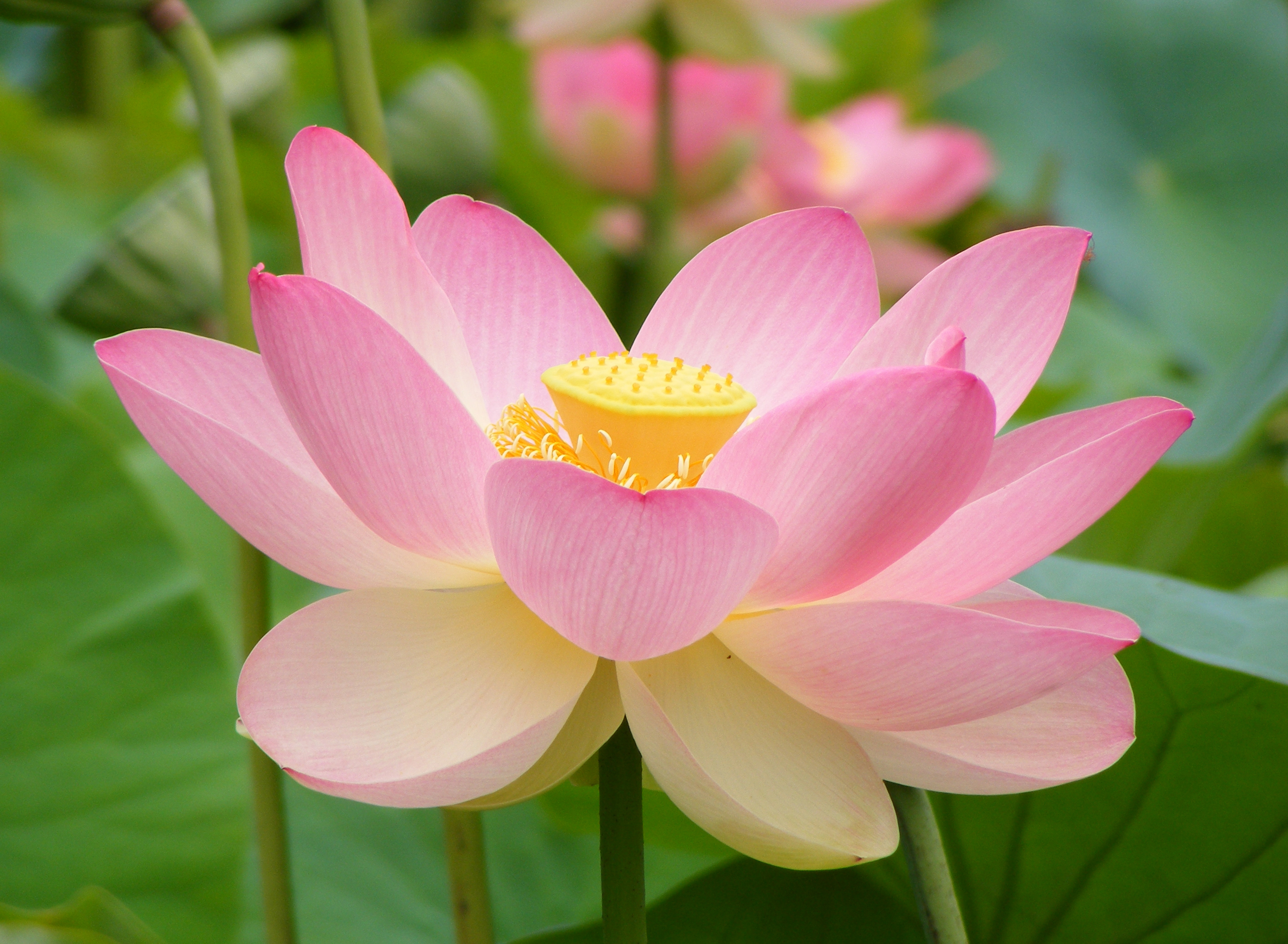
Nelumbo nucifera.
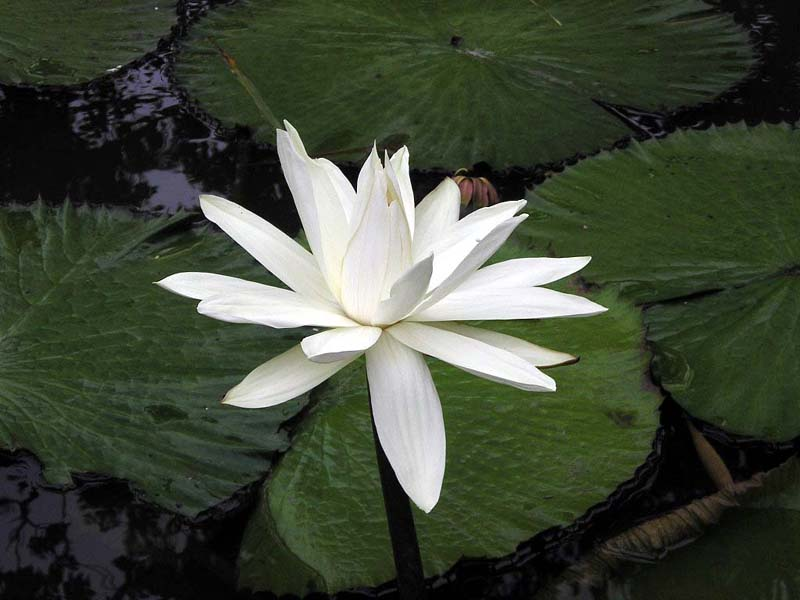
Nymphaea pubescens.
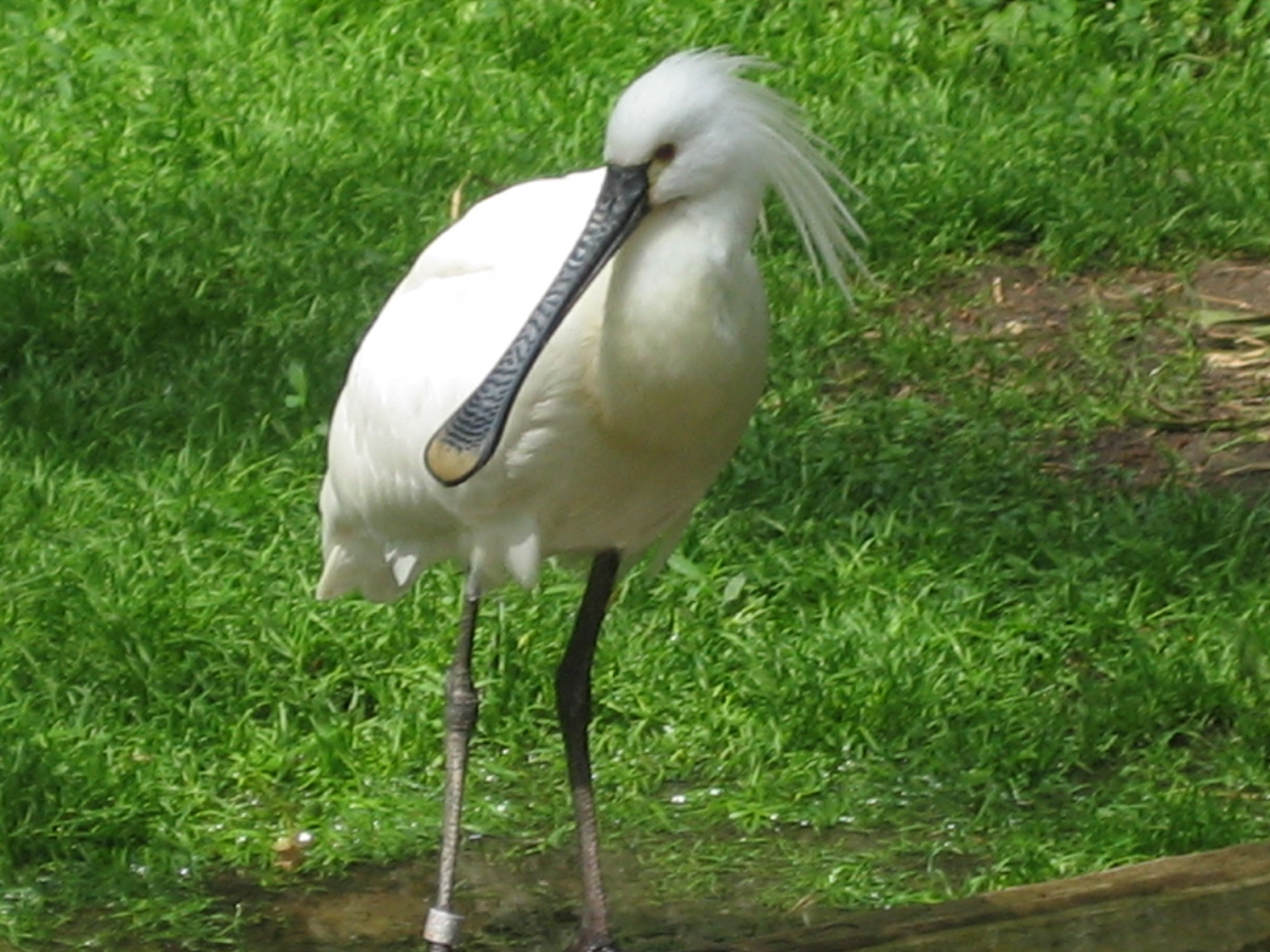
Espàtula comuna.
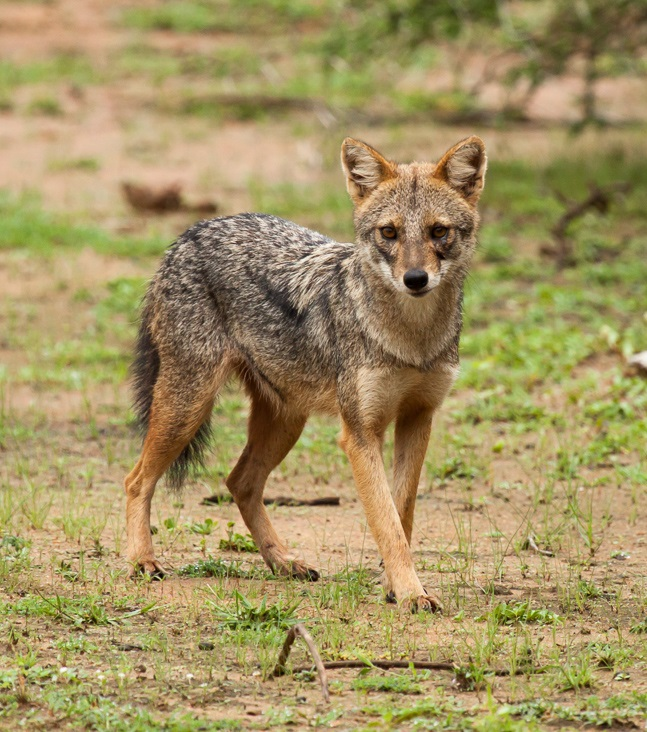
Xacal daurat.
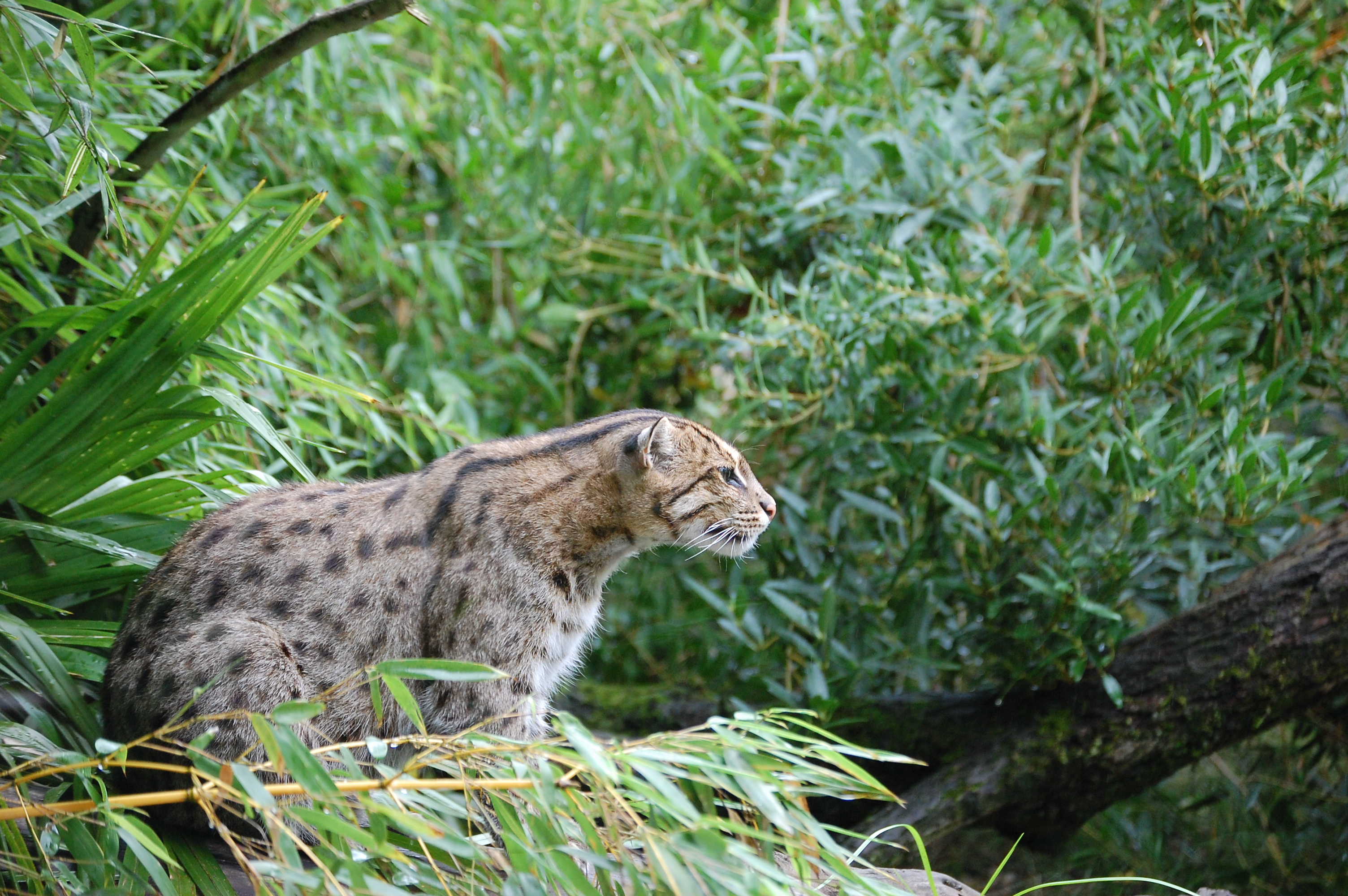
Gat pescador.
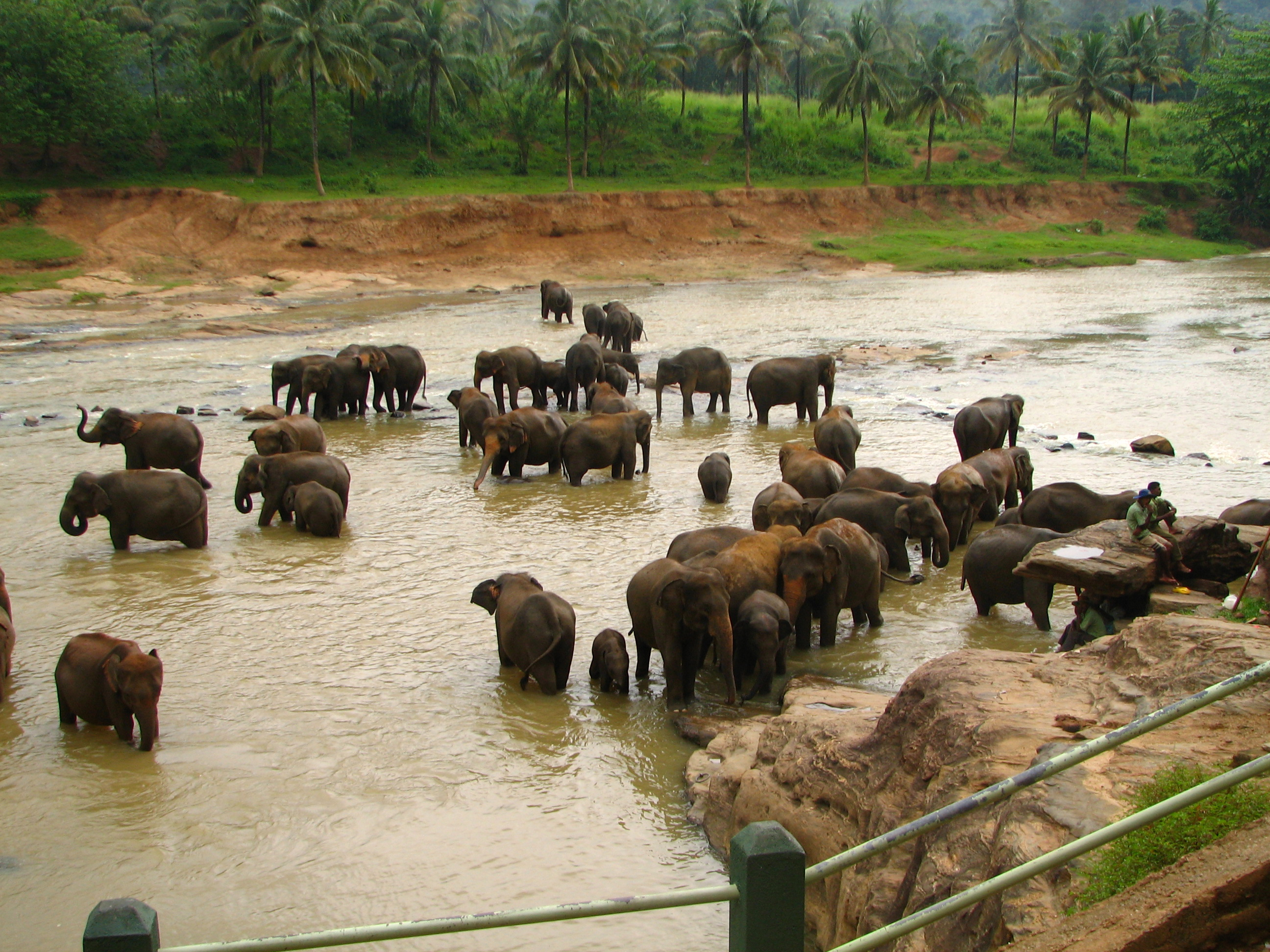
Elefant de Sri Lanka.